# Labruyère (Côte-d’Or)
Labruyère ist eine französische Gemeinde mit 232 Einwohnern (Stand: 1. Januar 2022) im Département Côte-d’Or in der Region Bourgogne-Franche-Comté (vor 2016 Burgund). Sie gehört zum Kanton Brazey-en-Plaine im Arrondissement Beaune.

## Lage
Labruyère liegt etwa 34 Kilometer südsüdöstlich von Dijon an der Saône. Die Gemeinde grenzt im Norden an Lechâtelet, im Osten und Nordosten an Pagny-la-Ville, im Osten an Pagny-le-Château, im Südosten und Süden an Chamblanc, im Süden an Seurre sowie im Westen an Glanon.
Am Südrand der Gemeinde führt die Autoroute A36 entlang.

## Bevölkerungsentwicklung
| Jahr                       | 1962 | 1968 | 1975 | 1982 | 1990 | 1999 | 2006 | 2011 | 2019 |
| -------------------------- | ---- | ---- | ---- | ---- | ---- | ---- | ---- | ---- | ---- |
| Einwohner                  | 201  | 179  | 162  | 146  | 174  | 167  | 198  | 207  | 228  |
| Quellen: Cassini und INSEE |      |      |      |      |      |      |      |      |      |

## Sehenswürdigkeiten

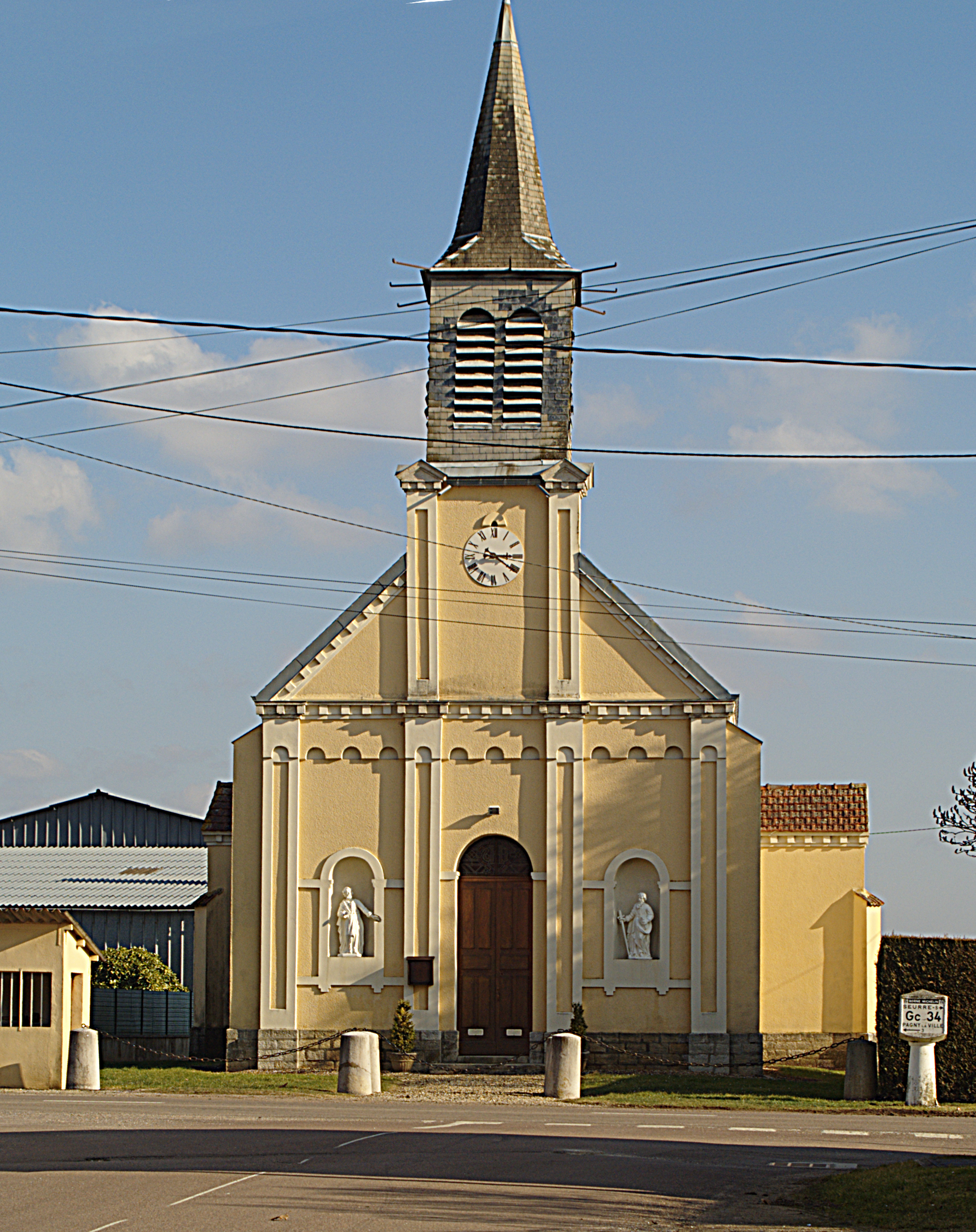
Kirche Saint-Sébastien

- Kirche Saint-Sébastien